# 中村一栄
中村 一栄（なかむら かずしげ、 ? - 慶長9年（1604年））は、安土桃山時代から江戸時代初期にかけての武将。中村一氏の弟で家臣。通称は彦右衛門。別名に氏次。子に栄忠（伊豆守）。

## 生涯
はじめ兄・中村一氏とともに豊臣秀吉に仕えた。
兄・一氏が、和泉岸和田城主、近江水口岡山城主へと出世にともない、これを支えた。天正18年（1590年）、一氏が徳川家康が江戸に転封となったのち後任の駿府城主になると、一栄は沼津三枚橋城主となった。
慶長5年（1600年）、一氏は関ヶ原の戦いにおいて東軍に属すが、上杉討伐で東上する家康に病床で自らが参陣できないことを詫び、弟を陣代として会津征伐に参加させた。一氏は合戦前の7月17日に病死した。一栄は小山評定ののち反転した東軍に加わり、桂市兵衛、織田四郎左エ門、鈴木勝元らと犬山城を攻め開城させたが、関ヶ原の戦いの前日の杭瀬川の戦いでは、西軍の島清興隊の罠にはまり、有馬豊氏と共に撃破され、野一色助義ら30余名が討ち取られた。関ヶ原の戦いの本戦では、南宮山に拠る毛利軍の抑えとして甥の一忠とともに垂井に陣する。
戦後、甥の一忠が伯耆国米子17万5000石へと加増転封となると、八橋城3万石を領した。また一忠が若年であることから、重臣の横田村詮とともに後見役として藩政を見た。
慶長9年（1604年）、死去。墓地は鳥取県東伯郡琴浦町八橋の体玄寺の境内にある。法名は萬祥寺殿大岳院周磧代大居士。